# M.Gollahalli, Koratagere
M.Gollahalli là một làng thuộc tehsil Koratagere, huyện Tumkur, bang Karnataka, Ấn Độ.